# Sarah Gillen

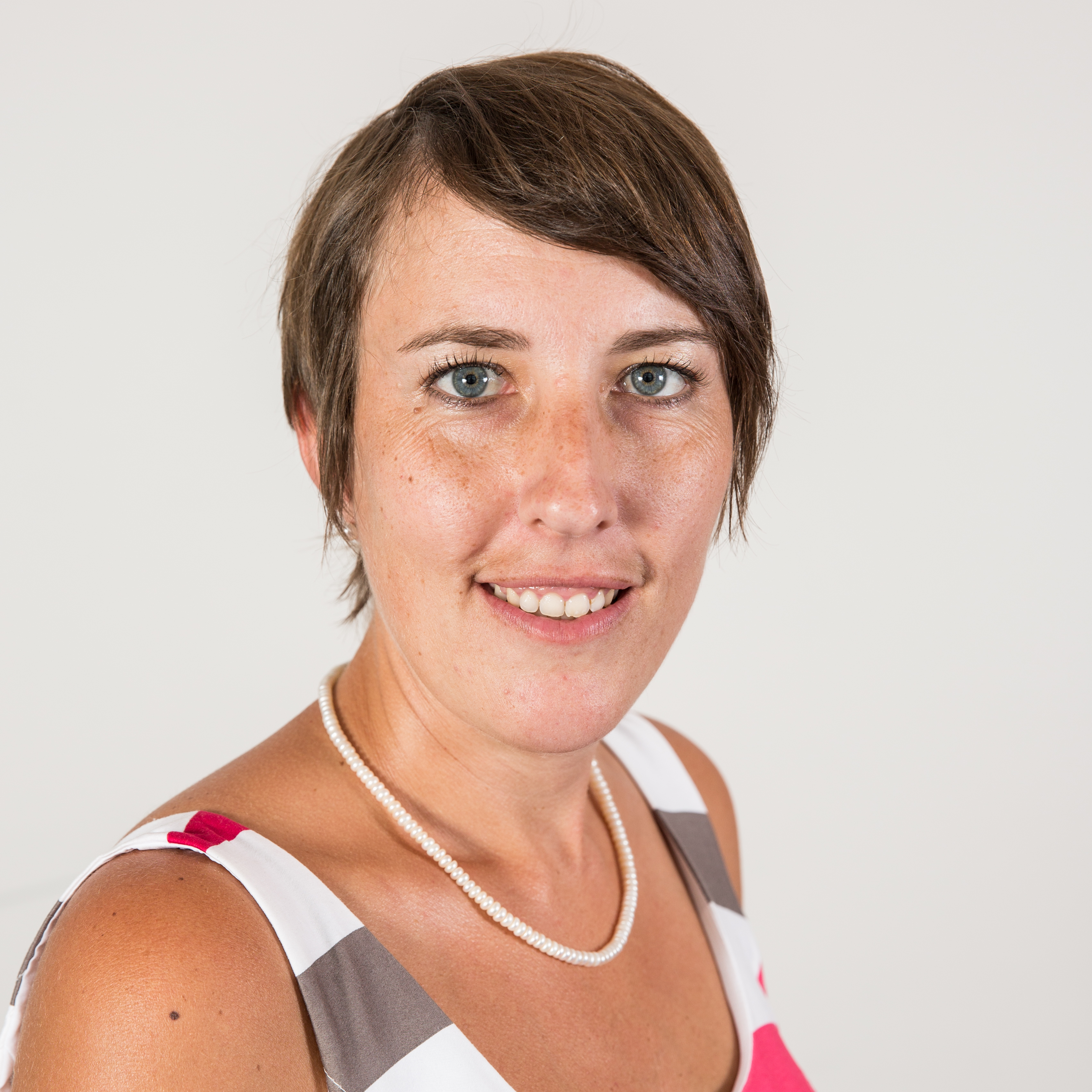
Sarah Gillen (2017)

Sarah Gillen (* 21. Oktober 1983 in Saarbrücken) ist eine deutsche Politikerin (CDU). Von 2017 bis 2022 war sie Abgeordnete im Landtag des Saarlandes.

## Leben
Sarah Gillen besuchte nach der Grundschule Oberthal das Arnold-Janssen-Gymnasium St. Wendel, wo sie 2003 das Abitur ablegte. Anschließend studierte sie an der TU Kaiserslautern Raum- und Umweltplanung. Ihr Studium schloss sie als Diplom-Ingenieurin ab. 2015 gründete sie ein Unternehmen zur Beratung von Bauinteressenten. Sie ist außerdem Betreiberin der Internetseite ErlebnisPfadfinder.de, die Wherigos im Saarland als Auftragsarbeit umsetzt.
Sarah Gillen trat bei der Landtagswahl im Saarland 2017 als Vertreterin der Mittelstandsunion auf Platz 7 der Landesliste an, verfehlte aber den Einzug in den Landtag. Als Anja Wagner-Scheid zugunsten ihrer Arbeit als Direktorin des Landesamtes für Soziales in Saarbrücken-Burbach auf ihr Mandat verzichtete, rückte Sarah Gillen vor der Konstituierung des Landtags als fünfte Vertreterin des CDU-Kreisverbandes St. Wendel nach. Bei der Landtagswahl 2022 verfehlte sie den Wiedereinzug in den Landtag.

## Politische Funktionen
Seit 2000 gehört sie der Jungen Union an. 2003 wurde sie Mitglied der CDU und 2016 Mitglied der Mittelstandsunion der CDU (MIT).  Auf Orts, Kreis- und Gemeinde-Ebene bekleidete sie diverse Ämter. Zudem gehört sie dem CDU-Stadtverbandsvorstand von St. Wendel an und ist im Landesvorstand der Frauen-Union sowie der MIT und im Bundesvorstand der MIT.
Außerdem führt sie als Vorsitzende die Frauen-Union im Stadtverband St. Wendel.
Seit November 2018 führt sie als Vorsitzende auch den Landesvorstand der Mittelstandsunion der CDU (MIT) im Saarland und löste Bernd Wegner ab, der dieses Amt vor ihr 8 Jahre innen hatte.

## Mitglied in Ausschüssen
Sie war Mitglied im Ausschuss für Umwelt und Verbraucherschutz, Mitglied im Ausschuss für Grubensicherheit und Nachbergbau, Mitglied im Unterausschuss Bauen sowie ab 21. März 2018 Vorsitzende des Ausschusses für Wirtschaft, Arbeit, Energie und Verkehr. Außerdem ist sie Sprecherin für Verkehr und Sprecherin für Verbraucherschutz innerhalb der CDU-Fraktion.

## Privatleben
Sarah Gillen ist verheiratet und hat zwei Töchter.